# Магомедов, Абдурахим Омарович
Магоме́дов Абдурахи́м Ома́рович (авар. Саси́кьа МухӀа́мадил ГӀабду́рахӀим; 15 января 1943, Саситли, Цумадинский район — 5 ноября 2018, Новососитли, Хасавюртовский район) — исламский проповедник и писатель, теолог. Известен своими исламско-проповедческими книгами и брошюрами, а также как переводчик Корана на аварский язык.

## Биография

### Жизнь в СССР
Магомедов Абдурахим родился в небольшом горном ауле — Саситли. В 1957 году он на отлично закончил 7 классов и поступил в махачкалинское медицинское училище. Через 3 года из-за денежной недостаточности Абдурахиму пришлось взять академический отпуск и возвратиться домой. После чего в разное время работал заведующим медпунктов сёл: Саситли, Гакко, Хварши и Сильди.
В 1963—1964 годах учился в Хасавюртовском профессионально-техническом училище (ныне Республиканский аграрно-инженерный колледж г. Хасавюрт), окончив его и вернувшись в горы, вновь поступил заведующим медпункта. А в 1967—1968 годах работал бухгалтером-учётчиком совхоза.
В середине 1960-х у Абдурахима появился интерес к религии, из-за чего решил искать религиозные знания у разных богословов Дагестана. Приобретал религиозные знания у Сааду Алиева, Сайпудина Гаджиева, Хайбуллы Аюбова, Махмуда Исаева, Султанмухаммада Тлохского, Кудияв Магомедсайида, Сулаймана Мехельтинского.
Побывав в Сирии, в целях получения религиозных знаний, Абдурахим приступил к обучению и воспитанию детей. Он вырастил и воспитал десятерых детей.
У него училось более тридцати детей (мутаалимов), которые в будущем стали имамами и учителями. Среди учеников Абдурахима Магомедова были Мухаммад Амирхамзаев из Кеди, Тага из Миарсо и др.
В это же время Абдурахим работал над постройкой нескольких мечетей, в том числе и мечеть в родном ауле. 1978 году работая бухгалтером колхоза «Мир» в родном селе задумал отремонтировать центральную сельскую мечеть, приспособленную в годы советской власти под склад сельхозпродукции. Ремонту исподволь содействовал тогдашний председатель райисполкома.
Ещё в советское время он из-за границы вёз и Коран, и другие исламские книги. В 1980 году получил двухлетний срок по статье 162 УК РСФСР — «Занятие запрещённым промыслом», хотя должны были посадить за религиозную пропаганду. Отбывал наказание в Бакинской тюрьме. По сути, Магомедова должны были судить за религиозную пропаганду, так как в те годы Абдурахим ездил в Тбилиси, Ленинград, Баку, Москву: у «цеховиков» книги печатал — арабский и аджамский алфавиты, тафсиры Корана, переводы, толкования и т. д.
В 1984 году Абдурахим завершил смысловой перевод Корана на аварский язык, над которым он проработал 4 года. Перевод составил 3 тома и был написан с помощью аджамской графики. Абдурахим самиздатом выпустил её пятитысячным тиражом.

### Жизнь в Российской Федерации
В 1992—1993 годы он был заместителем муфтия Духовного управления мусульман Дагестана, а также председателем совета ученых Дагестана (Шуры Алимов Дагестана).
В 1994 году он возглавлял открытый в городе Хасавюрт исламский институт имени Имама Газали.
Будучи членом Шуры, ездил по районам Дагестана с исламскими проповедями. До вторжения отрядов Хаттаба и Басаева в Дагестан ездил в Чечню с целью отговорить от этого шага.
В 1999 году Магомедова вновь осудили, но уже по 282-й статье УК РФ — «Возбуждение ненависти либо вражды, а равно унижение человеческого достоинства». Десять месяцев провёл в изоляторе. Приговор суда был подведён до фактического содержания.
В 2002 году, научившись пользоваться компьютером, он перевёл аджамский текст в кириллицу с многочисленными изменениями, сократив на 1 том (то есть получилось 2 тома). В новом виде он напечатал его 2 раза: первый раз в Дагестане, другой раз — в Сирии.
В 2005 году перевёл и выпустил знаменитую книгу имама Ан-Навави «Плоды из садов праведных» на аварском языке. А вместе с ним и несколько брошюрок, в дальнейшем ещё несколько книг по исламскому правоведению, которые стали полезны для тех, кто ищет знания. Погружаясь в изучение религии, Абдурахим также не забывал об общественных делах. Так он помог в открытии новой сельской администрации и общесельской мельницы.
В 2000-х годах вёл активную правозащитной деятельностью, являлся сопредседателем правозащитной организации «Гражданская альтернатива». Занимался выяснением судеб пропавших людей, в большинстве случаев по вине правоохранительных органов Чечни. 13 октября 2005 года к дому Магомедова в селе Новосаситли Хасавюртовского района подъехали две автомашины УАЗ. Из автомашин вышли люди в камуфляже с масками и без них, которые забежали в дом, спешно вывели Магомедова и уехали в неизвестном направлении. Позже выяснилось, что Магомедов содержится в Ножай-юртовском РОВД. Задержание связывалось с расследованием похищений и последующего убийства шестерых дагестанцев на территории Ножай-юртовского района Чечни на границе с Дагестаном, которое Магомедов вёл совместно с журналистами газеты Черновик.
Абдурахим Магомедов считал, что раскол среди дагестанских мусульман случился из-за незнания религии: «Мы жили в коммунистическом строе, где были совсем другие порядки. После развала Союза дагестанцам пришлось строить что-то мусульманское. У них не было религиозных знаний и опыта. Эта неграмотность привела к тому, что мусульмане друг против друга пошли — одни стали „суфистами“, а другие „ваххабистами“. Вместо того чтобы потушить огонь вражды, кто-то третий туда ещё керосин подливал. Были в этой проблеме и ошибки правительства».
В феврале 2012 года исключён из Перечня организаций и физических лиц, в отношении которых имеются сведения об их причастности к экстремистской деятельности или терроризму.

### Новососитли
Абдурахим Магомедов жил в селе Новососитли Хасавюртовского района. Село основано в 1964 году переселенцами из села Саситли Цумадинского района, в котором родился и долгое время жил Магомедов. В селе была проблема с мечетью, хотя там уже было «нелегальное» заведение, выполнявшее её функции. В начале 1990-х годов Абдурахим стал инициатором строительства мечети в селе. Несмотря на препятствия, устраиваемые административными работниками, мечеть была построена. Она и до сих пор остаётся главной мечетью села. Сверх этого, Абдурахим способствовал строительству в селе двух медресе и ещё одной мечети.
В 2007 году он вместе с супругой организовал женское медресе, где сегодня учатся девушки со всей России.
Умер 5 ноября 2018 года в с. Новососитли.

## Труды
- Перевод Корана на аварский язык (авар. «Хирияб Къураналъул Тафсиралъул таржама»);
- Книга «Описание обязательного поклонения с шариатскими доказательствами» (авар. «Шаргӏияб далил цадахъ бугеб фаризаяб гӏибадаталъул баян»);
- Перевод книги «Ал-луъ луъ и марджан» (Самые достоверные хадисы);
- Брошюра «Салафу-свалихӏиназул нух»;
- Брошюра «Исламский призыв» (рус.);
- Перевод книги Ан-Навави «Плоды из садов праведных» на аварский язык;
- «Настольная книга мусульманина» (рус.);
- «Сокровищница мусульманина» (рус.);
- «Самые достоверные хадисы» (рус.);
- «Непокоренный Кавказ» (рус.).